# 鄺頌晴
鄺頌晴（英語：Glacier Kwong Chung-ching，1996年7月11日—），外號滑鼠娘娘、阿Bi，德國港裔記者，是反對香港版權（修訂）條例草案組織鍵盤戰線的發言人。她畢業於循道學校上午校、循道中學，香港大學文學院學士生，主修哲學和政治及公共行政，現於漢堡大學修讀歐洲研究及歐洲法學碩士。
她在2014年佔領運動初期，曾效法「烏克蘭少女」尤利婭·馬魯舍夫斯卡以英語製作影片《我是香港人：請救救香港》而聞名。她在2015年至2016年，積極反對香港政府的版權（修訂）條例草案，最終引致香港政府妥協，調動議案。2019年9月11日陪同香港眾志秘書長黃之鋒出席在柏林的例行聯邦政府記者會，呼籲世界各國支持香港的民主運動。

## 經歷

### 雨傘革命
鄺頌晴在2014年曾參與雨傘革命，並有模仿「烏克蘭少女」製作影片《我是香港人：請救救香港》，以令國際協助香港人爭取民主制。

### 反對網絡23條
2015年至2016年，鄺頌晴在政府擬定立網絡23條期間，多次舉行集會表示反對，又積極帶領民主派議員以拉布阻礙政府通過網絡23條。鄺頌晴指出，網絡23條，難免令人擔心，一旦通過，就會是政治打壓的工具。
2016年3月，立法會未能審議「網絡23條」完成，政府宣佈「作罷」，屆內不會再向立法會，提出任何版權條例的草案。鄺頌晴認為，不可以將版權無限放大，去到一個威脅言論自由的地步。

## 外部連結
- 反網絡23條走上前 滑鼠娘娘點都要撐（页面存档备份，存于），《壹週刊》，2015年12月16日
- 鄺頌晴的X（前Twitter）
- 鄺頌晴的Instagram帳戶